# Катартоподібні
Катартоподібні (Cathartiformes) — ряд птахів. Включає дві родини — сучасну родину катартових (Cathartidae) та вимерлу родину тераторнісових (Teratornithidae). Традиційно, представників катартоподібних відносили до яструбоподібних (Accipitriformes).